# Haas-Effekt
Der Haas-Effekt ist für die Raumakustik und hier besonders für die Beschallungstechnik von großer Bedeutung.

## Methode
In der Dissertation von Helmut Haas Über den Einfluss eines Einfachechos auf die Hörsamkeit von Sprache wird Folgendes postuliert:
Der zuerst beim Zuhörer eintreffende Direktschall ist allein richtungsbestimmend. Hierbei entsteht nur ein Hörereignis. Die mit einer Laufzeitverzögerung von {\displaystyle \Delta t>2\ \mathrm {ms} } eintreffende Reflexion erhöht bei dem Hörereignis die Lautstärke, verändert die Klangfarbe und erhöht den Eindruck von größerer räumlicher Ausdehnung. Selbst wenn das nachfolgende Signal (Reflexion) einen höheren Pegel hat und mit einer Laufzeitverzögerung innerhalb von {\displaystyle \Delta t<35\ \mathrm {ms} } eintrifft, bestimmt allein das zuerst eintreffende Signal die wahrgenommene Einfallsrichtung.
Auch wenn Haas zwei Lautsprecher für seine Tests benutzte, die in einem Hörwinkel von ±45° vom Hörer aufgestellt waren, bezieht sich seine Arbeit nicht auf das heutige Stereofonieverfahren. Das Lokalisieren von Phantomschallquellen auf der Lautsprecherbasis durch Laufzeitdifferenzen zwischen 0 und 3 Millisekunden bei der Laufzeitstereofonie oder der Äquivalenzstereofonie hat nichts mit diesem Haaseffekt zu tun.
Der Haas-Effekt wird auch noch mit anderen Begriffen „Gesetz der ersten Wellenfront“ bzw. „Präzedenz-Effekt“ in Zusammenhang gebracht oder oft sogar gleichgesetzt.

## Gesetz der ersten Wellenfront
Von zwei ähnlichen Signalen, die aus unterschiedlichen Richtungen an einen Hörer einfallen (z. B. ein Direktschall und seine Wand-Reflexion), wird der wahrgenommene Ort der Schallquelle der Einfallsrichtung zugeordnet, aus der die erste Wellenfront eintrifft.
Dieser Sachverhalt wird Gesetz der ersten Wellenfront bzw. Präzedenzeffekt genannt.
Die Verzögerung des zweiten Signals darf allerdings eine gewisse Schwelle (Echoschwelle) nicht
überschreiten, da der Hörer in einem solchen Fall zwei einzelne Signale (z. B. Direktschall und Echo) wahrnimmt.
Die Echoschwelle ist abhängig von der Verzögerungszeit und dem Pegel des zweiten Signals.
Ist die Verzögerung des zweiten Signals kleiner 3 ms, so entsteht ein anderes Phänomen, die
Summenlokalisation bei der Richtungslokalisation.
Der Präzedenzeffekt zeigt, dass das Hörsystem den zuerst am Gehör eintreffenden Direktschall bei der Bestimmung der Richtung eines Hörereignisses (auditives Objekt) stärker berücksichtigt, als die zeitlich später eintreffenden Rückwürfe. Wenige Millisekunden nach dem Direktschall eintreffende Rückwürfe werden dabei nicht als einzelne Hörereignisse wahrgenommen. Neuere Untersuchungen haben gezeigt, dass die Gewöhnung an eine reflexionsbehaftete Umgebung den Präzedenzeffekt verstärkt (Aufbau des Präzedenzeffekts), während bestimmte Änderungen des auditiven Szenarios den Präzedenzeffekt wieder zurücksetzen (Einbruch des Präzedenzeffekts).
Wenn ein Hörer sich an ein auditives Szenario gewöhnt hat, werden Rückwürfe, die keine relevante Information für den Hörer bieten, unterdrückt. Neue „unerwartete“ Rückwürfe werden weniger stark unterdrückt, da sie auch neue Information über die Umgebung beinhalten. Ein alternativer Erklärungsversuch besagt, dass der Aufbau des Präzedenzeffekts selektiv für die Richtungen stattfindet, aus denen Rückwürfe beim Hörer eintreffen.
Die räumliche Empfindung der Lokalisation von Schallquellen hängt wesentlich vom Zeitpunkt des Eintreffens der Schallsignale ab. Dabei werden Delay-Zeiten zwischen 2 und 30 ms benutzt. Werden die Verzögerungen länger als 50 ms, so werden zwei getrennte Schallereignisse hörbar. Überwiegend wird eine Verzögerung zwischen 10 und 30 Millisekunden als Haas-Effekt bei der PA-Beschallung verwendet.
Die Untersuchungen von Haas beschreiben den Präzedenz-Effekt nicht in voller Breite. Sie befassen sich schwerpunktmäßig damit, unter welchen Bedingungen ein verzögerter Schall, der einen höheren Pegel besitzt als der unverzögerte Schall, noch aus der Richtung des unverzögerten Schalls wahrgenommen wird. Nur unter dieser Randbedingung, wenn die Reflexion „lauter“ als der Direktschall ist, gilt der angegebene Haas-Verzögerungszeitbereich von 10 bis 30 ms. Dieser Effekt wird im Versuch mit Trading bezeichnet, im Gegensatz zur Anwendung bei der Stereoaufnahme als Äquivalenz.